# Isla de Yuri
Yuri (Iurii) (en ruso: Юрий, en japonés: 勇留島, romanizado: Yuri-to, en ainu: ウリル (Uriru)) es una isla deshabitada en el subgrupo de las islas Habomai de la cadena de islas Kuriles en el sur del mar de Ojotsk, al noroeste del océano Pacífico. Su nombre se deriva de la palabra en idioma ainu para cormorán.

## Historia
La isla estaba originalmente deshabitada, pero en 1799, durante el shogunato Tokugawa, las aldeas de Akkeshi y Nemuro establecieron un puesto comercial y un asentamiento en la isla como base para los pescadores y para el comercio con los ainu. La isla estuvo bajo administración del pueblo de Habomai en Hokkaidō durante el período Meiji, e inmediatamente antes de la Segunda Guerra Mundial, la población de la isla era de 501 personas, principalmente dedicadas a la pesca comercial.
Durante la invasión de las islas Kuriles por la Unión Soviética tras el final de la Segunda Guerra Mundial, la isla fue capturada sin resistencia. En 1945, sus habitantes fueron trasladados por la fuerza a Hokkaidō y la isla quedó deshabitada, a excepción de las tropas fronterizas soviéticas, que fueron retiradas tras la disolución de la Unión Soviética en 1991. La isla está deshabitada en la actualidad y es administrada como parte del raión de Yuzhno-Kurilsk en el óblast de Sajalín de la Federación de Rusia.